# Wieloryb

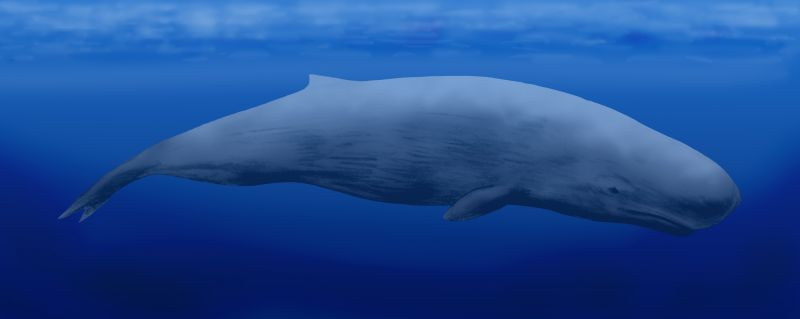
Wymarły Brygmophyseter shigensis

Wieloryb – potoczna nazwa niektórych ssaków z rzędu waleni o większych rozmiarach. Wieloryby są największymi zwierzętami zamieszkującymi Ziemię (pod względem długości ciała przegrywają jednak ze wstężnicami). Od wieków poławiane dla mięsa, a przede wszystkim dla tłuszczu i spermacetu. 
Nazwa „wieloryb” jest pozostałością z czasów, gdy walenie uważano za gigantyczne ryby. Pomimo zewnętrznego podobieństwa do olbrzymich ryb (patrz rekin wielorybi) są ssakami i posiadają wszystkie najważniejsze ich cechy. Wieloryby, w odróżnieniu od ryb, mają płetwy ogonowe poziome, a nie pionowe.
Wieloryby od dawna pobudzały wyobraźnię ludzi. Rozmiary tych zwierząt budziły lęk i inspirowały do snucia niesamowitych opowieści, a wymierne korzyści, jakie czerpano, polując na nie, pchały ludzi na morze, często w nieznane rejony, w poszukiwaniu pożądanych dóbr: ambry, oleju, spermacetu oraz tranu. Olbrzymi biały wieloryb, faktycznie kaszalot, jest tytułowym bohaterem powieści Hermana Melville’a Moby Dick, opartej (przynajmniej w części) na prawdziwych wydarzeniach, których ofiarą padła załoga statku wielorybniczego Essex.
Co roku w drugą lub trzecią sobotę lutego na wyspie Maui (Hawaje) odbywają się obchody Światowego Dnia Wieloryba (ang. World Whale Day), których organizatorem jest Pacific Whale Foundation. Tradycja ta sięga 1980 roku.

## Znaczenie ekologiczne
Przed rozpoczęciem przemysłowych połowów waleni około 12% żelaza zawartego w wodach Oceanu Południowego pochodziło z odchodów wielorybów. Dzięki temu bujnie rozwijał się fitoplankton, który pochłania dwutlenek węgla.